# Dystasiopsis spiniscapus
Dystasiopsis spiniscapus är en skalbaggsart som beskrevs av Stefan von Breuning och De Jong 1941. Dystasiopsis spiniscapus ingår i släktet Dystasiopsis och familjen långhorningar. Inga underarter finns listade i Catalogue of Life.